# I quatro rusteghi

I quatro rusteghi (Les Quatre Rustres ou Les Quatre Rustauds) est un opéra-comique en trois actes d'Ermanno Wolf-Ferrari sur un livret de Luigi Sugana (it) et Giuseppe Pizzolato. L’œuvre est basée sur la pièce du XVIIIe siècle de Carlo Goldoni, I rusteghi (Les Rustres). L'opéra est en dialecte vénitien, d'où l'écriture dans le titre du mot quatro au lieu de quattro.
C'est l'œuvre la plus connue de Wolf-Ferrari, et elle est encore régulièrement donnée en représentation.

## Premières
L'opéra est créé au Hoftheater à Munich le 19 mars 1906 sous la direction de Felix Mottl, avec Raoul Walter dans le rôle du comte Riccardo ; tandis que la première américaine date du 19 octobre 1951 au New York City Opera.
La première représentation en langue française est donnée à Bruxelles au Théâtre royal de la Monnaie dans les années 1930 dans une adaptation de Georges Dalman.